# Сташенко, Оксана Михайловна

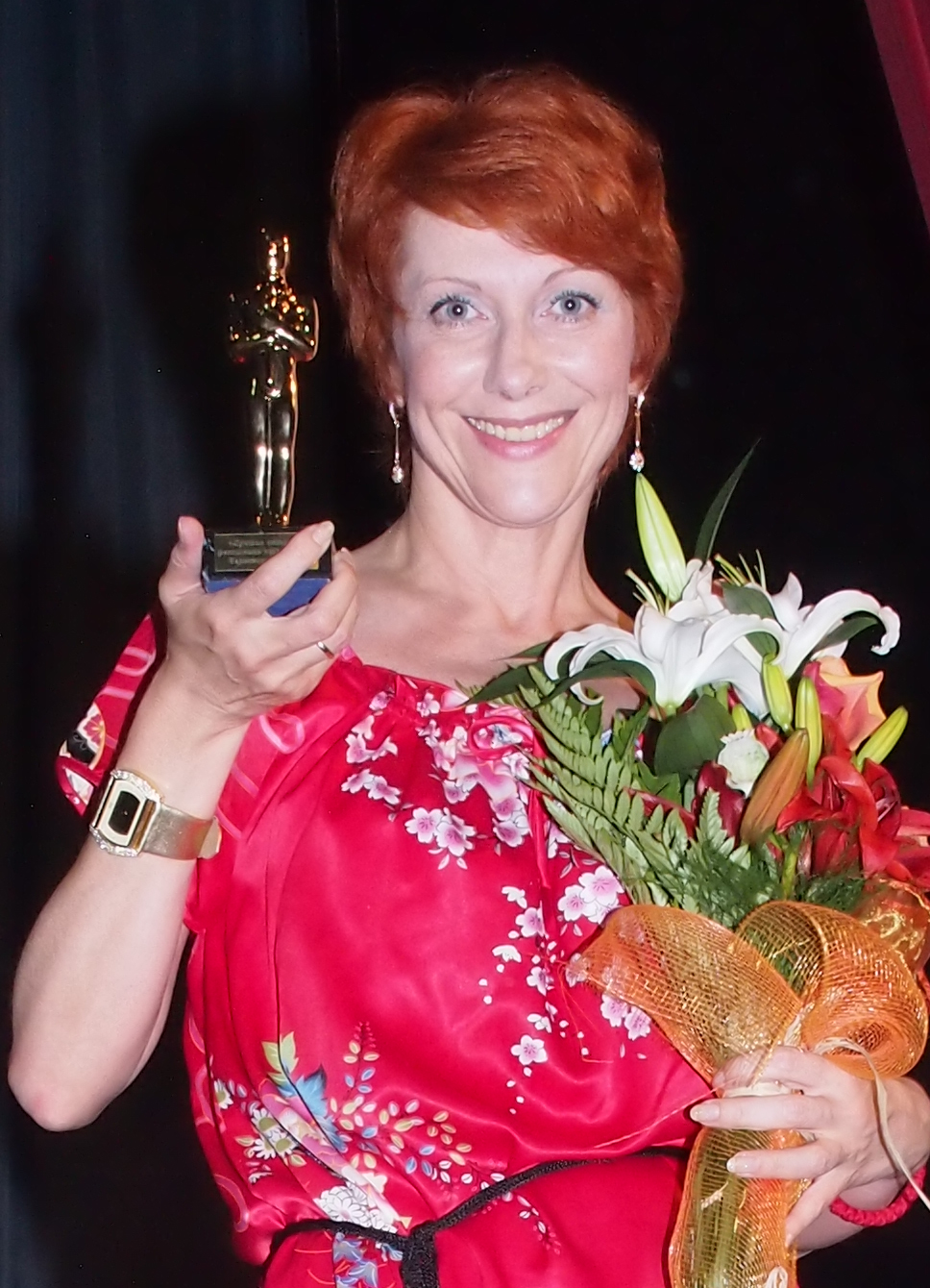
О. Сташенко получила награду «Лучшая актриса» на фестивале «Море кино» в Черногории (2012 год)

Окса́на Миха́йловна Сташе́нко (род. 24 октября 1966, Куйбышев) — российская актриса театра и кино, кинорежиссер, певица, телеведущая. Заслуженная артистка Российской Федерации (2009), народная артистка Республики Южная Осетия (2011).

## Биография
Родилась 24 октября 1966 года в Куйбышеве. Отец — Кравченко Михаил Илларионович, мать — Сташенко Ольга Фёдоровна.
Окончила среднюю школу № 1. В 1971 году поступила в музыкальную школу, которую в 12 лет окончила с отличием. Занималась в театральной студии под руководством А. К. Савельева. В 1982—1986 годах училась в Саратовском театральном училище им. И. А. Слонова (ныне Театральный институт Саратовской государственной консерватории им. Собинова).
В 1986—1989 годах работала по распределению в Липецком молодёжном театре и в Каменск-Уральском театре драмы. С 1989 года — в Москве. Участвовала в антрепризе «Последняя попытка» (М. Н. Задорнов). В 1990—1991 годах работала в Московском областном театре драмы имени Н. Островского. В 1991—2001 — актриса театра «Бенефис». Всего с 1986 по 2001 год сыграла 45 главных ролей в театрах.
В 1995—1996 годах — ведущая программы «Стамбул глазами россиян» на турецком телевидении. В 1999—2001 годах — ведущая телепрограммы «Там, где собираются звёзды» и авторской программы «Весёлый погребок» на телеканале «Дарьял ТВ». С сентября 2014 года — ведущая кулинарной программы «Вкусно 360°» и программы о путешествиях по Подмосковью «Отдых 360°» на канале «360° Подмосковье» (Россия).
Снимается в кино с 1991 года.
В 2000 году выпустила кассетный аудиоальбом «Романсы + Ретро». С 2007 года, как исполнительница популярных песен, записала 5 CD альбомов.
В 2012 году вышла в свет первая книга из цикла «Путешествия странствующей актрисы» — «Мой Непал».
С 2015 года по настоящее время — играет в антрепризе «Авантюристка, или Как найти мужа» (главная роль «Надежда»).
С 2010 года замужем за Владиславом Миной (род. 1975).
В 2024 году сняла, как режиссер и автор сценария, полнометражный художественный фильм "Новогоднее чудо".
Проводит благотворительные акции для детей сирот и ветеранов. Выступает в детских домах, больницах и исправительных колониях.

### Фестивали
- С 2010 года — Президент Всероссийского Фестиваля семейного кино «Мамонтоша» (Салехард, ЯНАО)
- Неоднократный участник и призёр фестивалей кино: «Московский международный кинофестиваль», «Bridge of Arts» «Золотой Витязь», «Созвездие», «Киношок», «Амурская Осень», «Анимаёвка», «Mo-Re-Sol», «Липецкий выбор», «Кино-детям», «Американского кино в Москве», «Орлёнок», «Свидание с Россией», «…Надцатилетние», «Бригантина» и др.
- Член жюри кинофестивалей: «Mo-Re-Sol», «Имени Р. Быкова», «Орлёнок», «Бригантина», «Киномалышок», «Самарский международный» и др.

### Награды

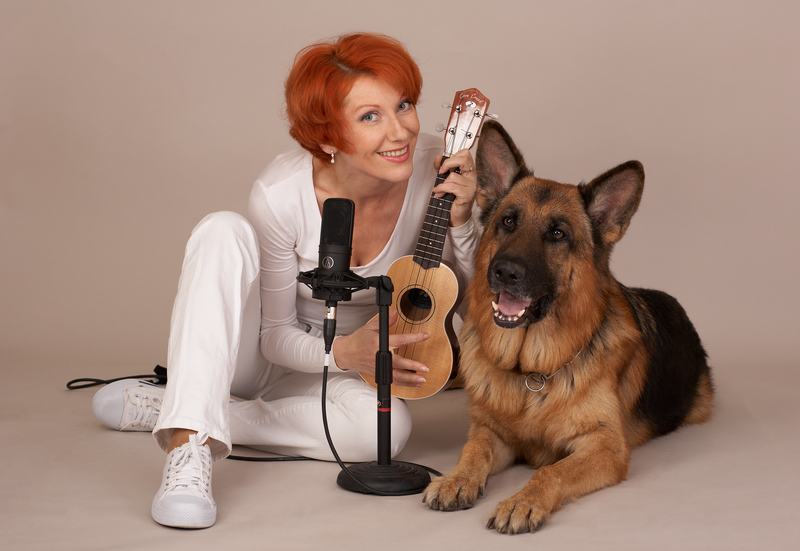
Оксана Сташенко с Мухтаром

- Заслуженная артистка Российской Федерации (17 сентября 2009 года) — за заслуги в области искусства[1]
- Народная артистка Республики Южная Осетия (23 октября 2011 год, в г. Цхинвал)
- Удостоена медали: «В память 850-летия Москвы»
- Лауреат золотой медали «Национальное достояние» Международного благотворительного фонда «Меценаты столетия»

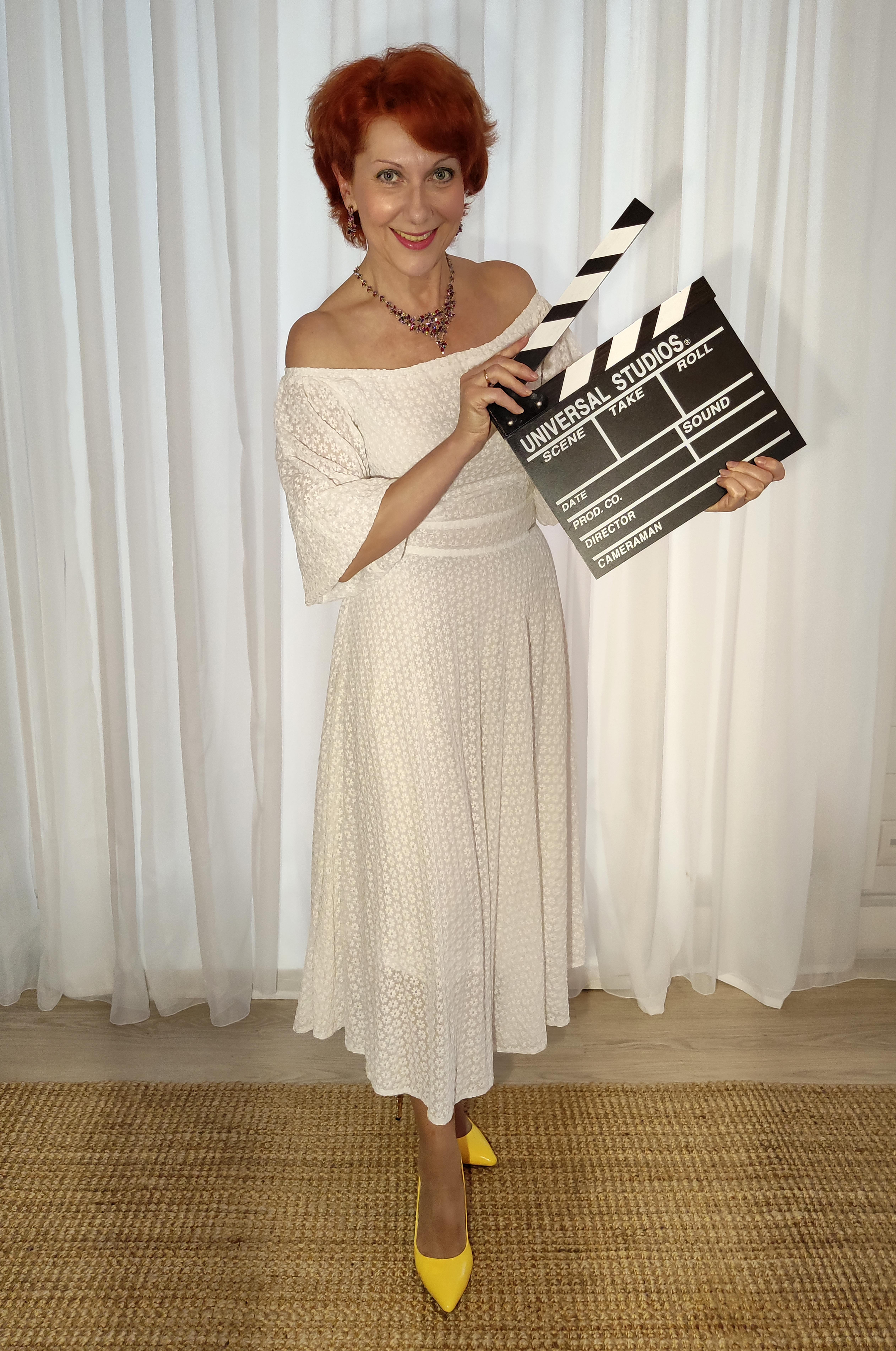
Сташенко Оксана Михайловна

- На своём творческом юбилейном вечере «Всё начинается с желания» (03.02.2017), который проходил в Московском Доме кино, получила награду «Доброе сердце»

## Общественная позиция
В 2022 году поддержала вторжение России на Украину. За это, по её словам, подверглась телефонной травле, организованной коллегами, неоднократно выезжала на концерты перед бойцами в госпиталях.

Я никогда не скрывала своей гражданской позиции – я против нацизма. Я благодарю всех тех наших воинов, кто защищает сейчас страну, меня и моих родных.— Оксана Сташенко

## Фильмография
| Год       | Фильм                                                             | Роль                                                   | Примечания                                          |
| --------- | ----------------------------------------------------------------- | ------------------------------------------------------ | --------------------------------------------------- |
| 2023      | Счастливый билетик                                                | снималась                                              |                                                     |
| 2023      | Скорая помощь 6                                                   | мама Вити Ушакова                                      |                                                     |
| 2020      | Предвзятое отношение                                              | Елена Малахова                                         |                                                     |
| 2020      | Игра в судьбу                                                     | директор                                               |                                                     |
| 2020      | Худшая подруга                                                    | Раиса                                                  |                                                     |
| 2019      | Кошмарный директор                                                | Алла Борисовна, завуч                                  |                                                     |
| 2019      | Курьёзы                                                           |                                                        |                                                     |
| 2019      | Ушедшие в туман                                                   | помощница коллекционера                                |                                                     |
| 2019      | За витриной                                                       | Надежда Ивановна                                       | 16 серии, премьера 28.02.2019                       |
| 2018      | Интриганки                                                        | Светлана подруга Анны                                  | 16.02.2018                                          |
| 2017      | Снайперша                                                         | Евгения Львовна                                        | 4 серии, премьера 22.12.2017                        |
| 2017      | Рецепт любви                                                      | леди Камилла                                           | 4 серии, премьера 29.09.2017                        |
| 2017      | Было у отца два сына                                              | Наталья                                                | 4 серии, премьера 09.12.2017                        |
| 2017      | Мухтар. Новый след                                                | Жанетта Петровна Сельская                              | Детективный сериал                                  |
| 2017      | Ералаш (выпуск № 319, сюжет «Гламур»)                             | Валентина Петровна, преподавательница музыки           |                                                     |
| 2016      | Лиризмы                                                           |                                                        |                                                     |
| 2014      | Бессмертник                                                       | Супервайзер Нора                                       | 100 серий, премьера 02.02.2015                      |
| 2014      | Дворняжка Ляля                                                    | Ольга Черкасова                                        | 95 серий, премьера 18.08.2014                       |
| 2004-2015 | Возвращение Мухтара                                               | Жанетта Петровна Сельская (судмедэксперт)              | Детективный сериал                                  |
| 2014      | Сашка                                                             | Марта                                                  | 100 серий, премьера 06.01.2014                      |
| 2013      | Тёщины блины                                                      | Тёща Ольга                                             | Россия, 4 серии                                     |
| 2013      | Поцелуй!                                                          | Анна                                                   | 90 серий                                            |
| 2013      | Нахалка                                                           | Галина Сергеевна                                       | Мелодрама, 4 серии                                  |
| 2012      | Дневник беременной                                                | Мама, тёща                                             | Комедийный сериал (скетч), 44 серии                 |
| 2012      | Балабол                                                           | жена Грибанова                                         | Иронический детектив                                |
| 2012      | Три сестры                                                        | режиссёр, соседка и милиционер.                        | Комед. сериал (скетч)                               |
| 2012      | Джамайка                                                          | Рейнардт Валентина Валерьяновна                        | 90 серий                                            |
| 2012      | Повезёт в любви                                                   | Наталия Николаевна                                     | Сериал, 4 серии                                     |
| 2012      | Брат и сестра                                                     | Зинаида                                                | Сериал, 12 серий                                    |
| 2011      | Любовь в большом доме                                             | Сибирячка, репетитор                                   | Комед. сериал                                       |
| 2011      | Пончик Люся                                                       | Надежда, мать Маргариты                                | 24 серии                                            |
| 2010      | Точка кипения                                                     | Ганна, мать Оксаны                                     | 8 серий                                             |
| 2010      | Золушка с прицепом                                                | Аида Приходько                                         | 8 серий                                             |
| 2009      | Любовь — не то, что кажется                                       | Сима, нумизматка                                       | 40 серий                                            |
| 2009      | Ералаш (выпуск № 233, сюжет «Жених»)                              | учительница истории                                    |                                                     |
| 2008      | Срочно в номер 2                                                  | Мария Драгомирова                                      | Наследство (фильм 7)                                |
| 2008      | Родные люди                                                       | Серафима Владиленовна                                  | 236 серий                                           |
| 2008      | Золушка 4×4. Всё начинается с желаний                             | Мачеха                                                 | Художественный фильм                                |
| 2007      | Света с того света                                                | Катя                                                   |                                                     |
| 2007      | Квартирный вопрос (Другое название "Лицевой счёт" или "Риэлтер-2) |                                                        | 8 серий, Реж. Юрий Морозов                          |
| 2006      | Экстренный вызов                                                  | Бэлла                                                  | Лишний свидетель — Фильм 1                          |
| 2006      | Страсти по кино, или Господа киношники                            | Режиссёр Тётя Аня                                      |                                                     |
| 2006      | Русское средство                                                  |                                                        |                                                     |
| 2006      | Парижане                                                          | Татьяна Лущан                                          | 8 серий                                             |
| 2006      | Настоящий Дед Мороз                                               | Лиса                                                   | Художественный фильм                                |
| 2006      | Марфа и её щенки                                                  | Зинаида                                                | Художественный фильм                                |
| 2006      | Perestroika (Любовь неизведанного пространства)                   | Наташа                                                 | Художественный фильм (США), режиссёр Слава Цукерман |
| 2006      | Капитанские дети                                                  | Зинаида Маслобойникова                                 | 20 серий                                            |
| 2006      | За всё тебя благодарю                                             | Работница                                              | 24 серии (Украина)                                  |
| 2006      | Бес в ребро, или Великолепная четвёрка                            | Маша                                                   | 12 серий                                            |
| 2005      | Аэропорт (телесериал)-2 серия «Дама сдавала в багаж»              | Татьяна Симонова                                       | 30 серий                                            |
| 2005      | Семь раз отмерь                                                   | Вика                                                   | Художественный фильм                                |
| 2005      | Русский бизнес XXI века                                           | Мелихова                                               | 6 серий                                             |
| 2005      | Любовь моя                                                        | Мать Веры                                              | 150 серий                                           |
| 2005      | Гражданин начальник-2 (8 и 12 серия)                              | Люсиль Живьен                                          |                                                     |
| 2004      | Одинокое небо                                                     | Зинаида                                                | 4 серии                                             |
| 2004      | На углу, у Патриарших-4                                           | Директор музея                                         | 12 серий                                            |
| 2004      | Место под солнцем                                                 | Светлана Петрова                                       | 8 серий                                             |
| 2004      | Красная площадь                                                   | полковник Малинина                                     | 8 серий                                             |
| 2004      | Комедийный коктейль (телевизионный скетч)                         | прораб Маргариточка                                    | 50 серий                                            |
| 2004      | Ключи от бездны                                                   | Буфетчица                                              | 12 серий                                            |
| 2004      | Карусель                                                          | Райка                                                  | 12 серий                                            |
| 2004      | Егерь                                                             | Боярышева                                              | Художественный фильм (86 мин.)                      |
| 2004      | Золотая голова на плахе                                           |                                                        | Художественный фильм                                |
| 2004      | Зимний роман                                                      | Ирина                                                  | Художественный фильм                                |
| 2003      | Иллюстрированная история Российского государства                  |                                                        | Документальный                                      |
| 2003      | Трое против всех-2                                                | Наталья Николаевна                                     | 44 серии                                            |
| 2003      | Огнеборцы                                                         | Жанна                                                  | 16 серий                                            |
| 2003      | Лучший город Земли                                                | Сурко                                                  | 24 серии                                            |
| 2003      | История весеннего призыва                                         | Зинаида, мать Вани                                     | Художественный фильм                                |
| 2003      | Завтра будет завтра                                               |                                                        | 14 серий                                            |
| 2003      | Желанная                                                          | Зинаида                                                | 12 серий                                            |
| 2003      | Дружная семейка                                                   | инспектор биржи труда (20 серия), инспектор (37 серия) | 70 серий                                            |
| 2003      | Бумер                                                             | жена Сиплого                                           | Остросюжетная криминальная драма                    |
| 2003      | Ангел на дорогах                                                  | Лариса                                                 | 8 серий                                             |
| 2003      | Адвокат                                                           | риэлтор (серия «Признание»)                            | сериал                                              |
| 2002      | Русские Амазонки                                                  | Дарья, мать Васи                                       | сериал                                              |
| 2002      | Приключения Мага                                                  | Наталья, парикмахерша, серия 4 «Девять дней»           | 8 серий                                             |
| 2002      | Крот-2                                                            | бухгалтер                                              | Сериал                                              |
| 2002      | Жизнь продолжается                                                | Ольга                                                  | 13 серий                                            |
| 2001      | Сыщики                                                            | Алевтина                                               | Серия «Исчезнувший Адонис»                          |
| 2001      | С точки зрения ангела                                             | Жена                                                   | Художественный фильм                                |
| 2001      | Под Полярной звездой                                              | Лида                                                   | Художественный фильм                                |
| 2001      | Остановка по требованию-2                                         | Надя, парикмахер                                       | Сериал                                              |
| 2001      | Мамука                                                            | Сотрудница                                             | Фильм                                               |
| 2001      | Даун Хаус                                                         | женщина в комбинезоне                                  | Комедия                                             |
| 2000      | Дальнобойщики                                                     | попутчица                                              | серия «Лебедянь»                                    |
| 2000      | Особенности банной политики, или Баня-2                           | полковник НКВД                                         | эротика                                             |
| 2000      | Марш Турецкого                                                    | Нина Кочерга                                           | серия «Контрольный выстрел»                         |
| 2000      | ДМБ                                                               | первая вдова Лариса                                    | Художественный фильм                                |
| 1999      | Особенности русской бани                                          | Мария Залетаева, барыня                                | эротика                                             |
| 1999      | N-ский гарнизон                                                   | жена офицера                                           | сериал не вышел                                     |
| 1997      | Чердак                                                            |                                                        | Художественный фильм                                |
| 1997      | Подарок                                                           | Лариса                                                 | Короткометражный                                    |
| 1996      | История Гонконга                                                  | Кэтти Сеппот                                           | 30 серий, производство Гонконг                      |
| 1994      | Любовь французская и русская                                      | продавщица                                             | Художественный фильм                                |
| 1990      | Москва златоглавая                                                | Танька                                                 | Художественный фильм                                |